# Bukit Ranah
Bukit Ranah is een bestuurslaag in het regentschap Kampar van de provincie Riau, Indonesië. Bukit Ranah telt 1941 inwoners (volkstelling 2010).